# Paolo Ferrari (commediografo)
Paolo Ferrari (Modena, 5 aprile 1822 – Milano, 9 marzo 1889) è stato un commediografo italiano.

## Biografia

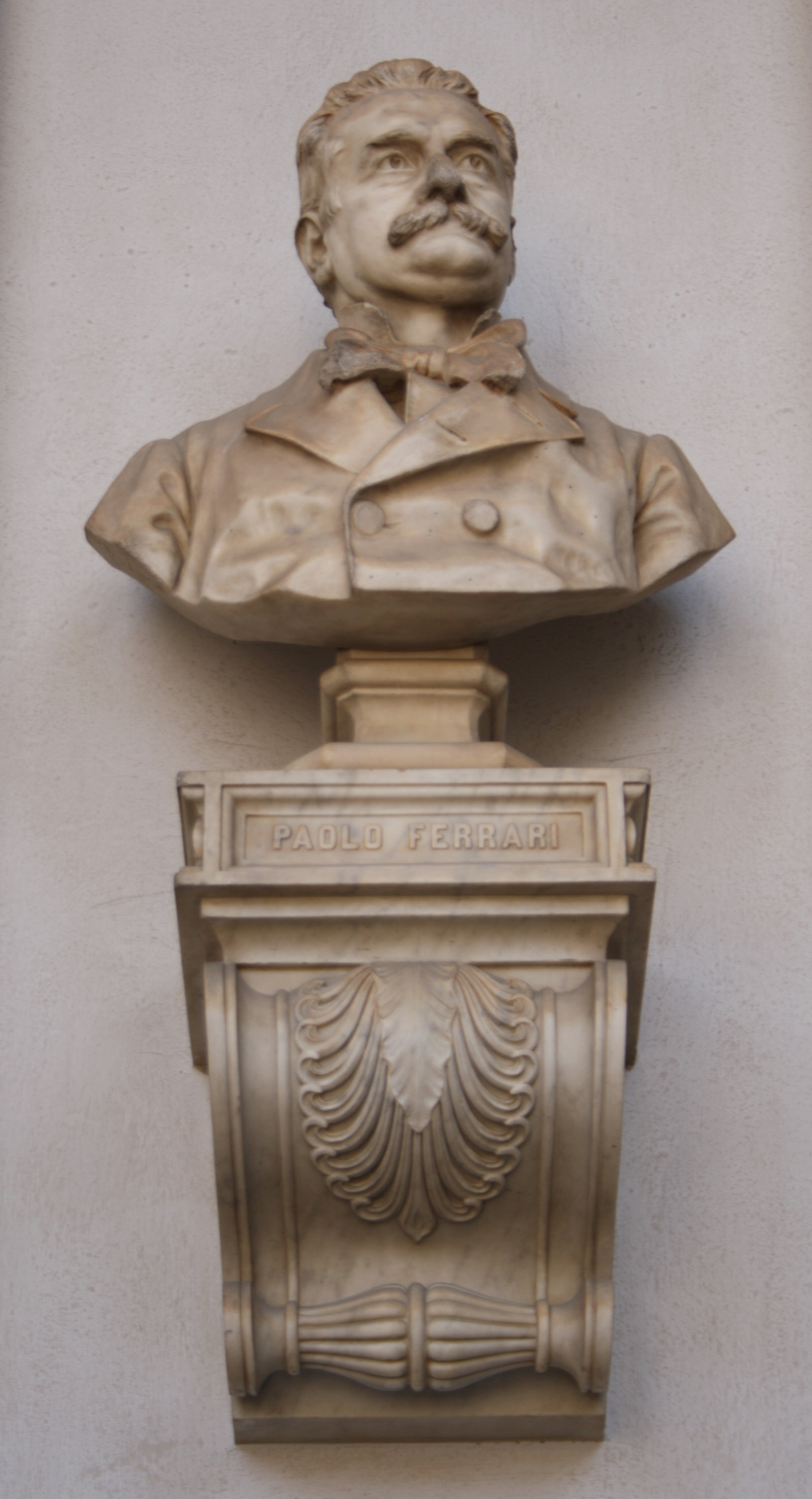
Giulio Branca, busto di Paolo Ferrari.

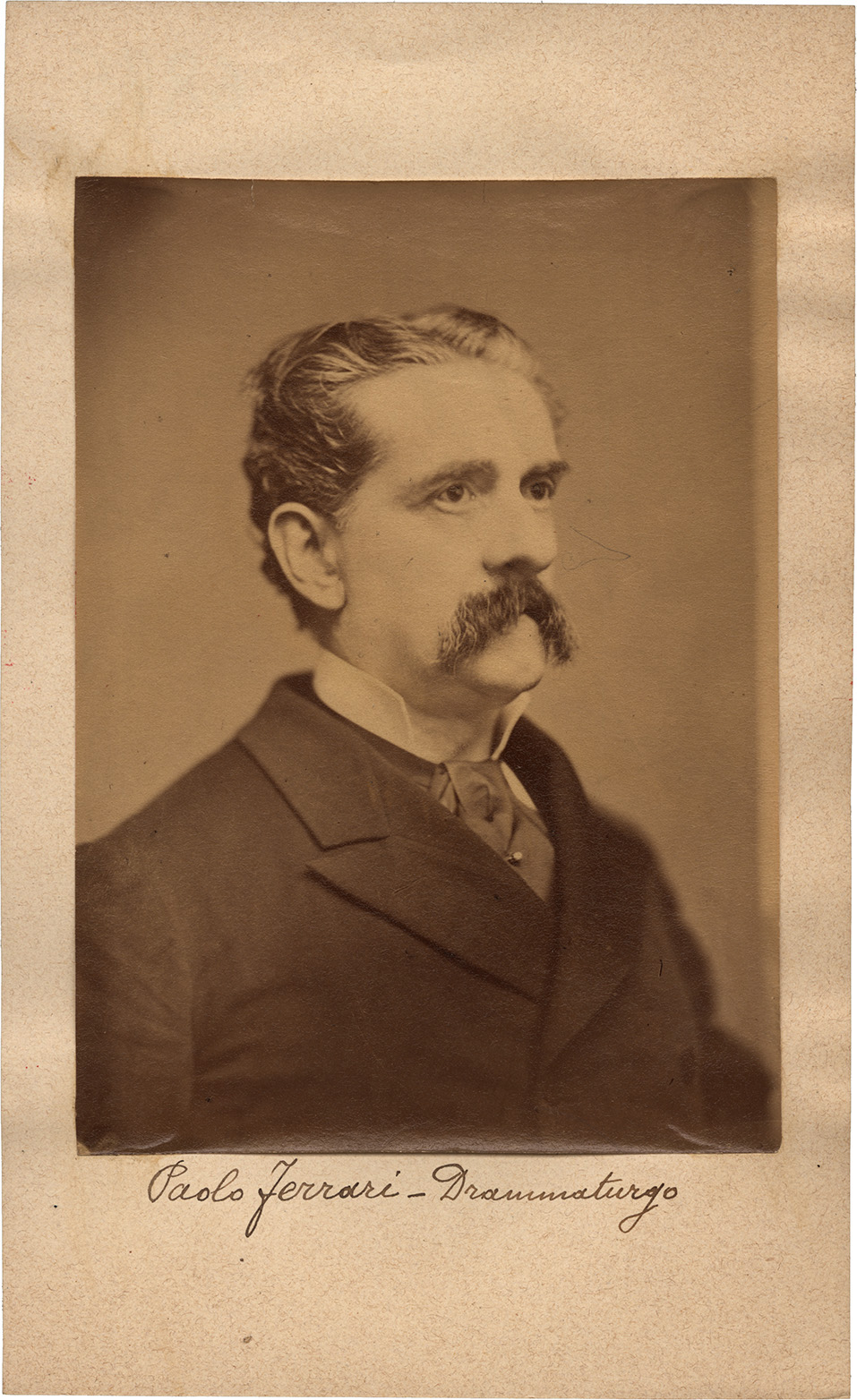
Ritratto di Paolo Ferrari

Figlio di un ufficiale, si laurea in Giurisprudenza nell'Università degli Studi di Modena. Di idee liberali, inizia ben presto sia l'attività di patriota e cospiratore, sia la carriera di autore di teatro, in cui ottiene notevole successo con commedie brillanti di stile goldoniano, fra cui Goldoni e le sue sedici commedie nuove (1851), giudicata da Luigi Capuana «la più bella commedia scritta in italiano nella prima metà del secolo che corre», La satira e Parini (1853) e, in dialetto modenese, La medseina d'onna ragaza amalèda (1859), poi tradotta e rappresentata anche in italiano. Da Modena, dove era segretario dell'Università e docente di storia nel Liceo cittadino, si trasferisce nel 1861 all'Accademia scientifico-letteraria di Milano, presso cui è professore di Storia moderna e poi di Letteratura ed Estetica, ricoprendo anche la carica di preside fra il 1875 e il 1877.
Nel capoluogo lombardo è per breve periodo consigliere comunale, intrattiene fertili rapporti con intellettuali e politici del tempo, come Pietro Cossa, Felice Cavallotti e Giuseppe Giacosa, e, con la produzione letteraria, passa al teatro borghese a tesi, moralistico, con opere come Il duello (1868), Il ridicolo (1872), Il suicidio (1875), Le due dame (1877), che sono accolte favorevolmente dal pubblico, ma che gli valgono, nel corso degli anni, crescenti critiche, tra le quali quelle di Croce che le definì "imperativi categorici incarnati". I suoi manoscritti sono conservati nel Museo del Teatro alla Scala, accanto al quale si trova la piazza a lui intitolata. Fu sposato con Ersilia Branchini e padre di sette figli. È sepolto a Modena.
A Paolo Ferrari sono dedicate una via a Modena, ove ha sede il museo Enzo Ferrari e, a Milano, la piazza attigua al teatro alla Scala.

## Opere
- Opere drammatiche, di Paolo Ferrari, 15 voll., Milano, Libreria Editrice, 1877-1884.

Le seguenti commedie non risultano comprese nella suddetta edizione curata dallo stesso autore:
- Il signor Lorenzo, Milano, Fratelli Treves, 1886.
- La separazione, Milano, Fratelli Treves, 1887.
- Fulvio Testi, Milano, Fratelli Treves, 1931.